# Mátraszőlős, Nógrád
Mátraszőlős  este un sat în districtul Pásztó, județul Nógrád, Ungaria, având o populație de 1.596 de locuitori (2011). 

## Demografie
Componența etnică a satului Mátraszőlős
     Maghiari (92,08%)
     Romi (6,52%)
     Necunoscut (0,39%)
     Alții (1,01%)
Componența confesională a satului Mátraszőlős
     Fără religie (7,58%)
     Necunoscută (90,6%)
     Alte religii (3,63%)
Conform recensământului din 2011, satul Mátraszőlős avea 1.596 de locuitori. Din punct de vedere etnic, majoritatea locuitorilor (92,08%) erau maghiari, cu o minoritate de romi (6,52%). Apartenența etnică nu este cunoscută în cazul a 0,39% din locuitori. Nu există o religie majoritară, locuitorii fiind  și persoane fără religie (7,58%). Pentru 90,6% din locuitori nu este cunoscută apartenența confesională.